# Финале Светског првенства у фудбалу 1982.
Финале Светског првенства 1982. је била фудбалска утакмица између Италије и Западне Немачке да би се одредио победник Светског првенства 1982. године. Одиграна је 11. јула 1982. на стадиону Сантјаго Бернабеу у Мадриду, а Италија је славила резултатом 3−1.
Након освајања првенстава 1934. и 1938, Италија се након ове победе изједначила по броју титула са рекордером Бразилом. Италијан Паоло Роси освојио је Златну копачку као најбољи стрелац турнира и Златну лопту као најбољи играч турнира (додељену први пут). Четрдесетогодишњи голман и капитен Италије Дино Зоф постао је најстарији играч који је освојио Светско првенство.

## Пут до финала
| Тим     | Од. | Д | Н | И | ДГ | ПГ | ГР | Бод. |
| ------- | --- | - | - | - | -- | -- | -- | ---- |
| Пољска  | 3   | 1 | 2 | 0 | 5  | 1  | +4 | 4    |
| Италија | 3   | 0 | 3 | 0 | 2  | 2  | 0  | 3    |
| Камерун | 3   | 0 | 3 | 0 | 1  | 1  | 0  | 3    |
| Перу    | 3   | 0 | 2 | 1 | 2  | 6  | −4 | 2    |

| Тим             | Од. | Д | Н | И | ДГ | ПГ | ГР | Бод. |
| --------------- | --- | - | - | - | -- | -- | -- | ---- |
| Западна Немачка | 3   | 2 | 0 | 1 | 6  | 3  | +3 | 4    |
| Аустрија        | 3   | 2 | 0 | 1 | 3  | 1  | +2 | 4    |
| Алжир           | 3   | 2 | 0 | 1 | 5  | 5  | 0  | 4    |
| Чиле            | 3   | 0 | 0 | 3 | 3  | 8  | −5 | 0    |

| Тим       | Од. | Д | Н | И | ДГ | ПГ | ГР | Бод. |
| --------- | --- | - | - | - | -- | -- | -- | ---- |
| Италија   | 2   | 2 | 0 | 0 | 5  | 3  | +2 | 4    |
| Бразил    | 2   | 1 | 0 | 1 | 5  | 4  | +1 | 2    |
| Аргентина | 2   | 0 | 0 | 2 | 2  | 5  | −3 | 0    |

| Тим             | Од. | Д | Н | И | ДГ | ПГ | ГР | Бод. |
| --------------- | --- | - | - | - | -- | -- | -- | ---- |
| Западна Немачка | 2   | 1 | 1 | 0 | 2  | 1  | +1 | 3    |
| Енглеска        | 2   | 0 | 2 | 0 | 0  | 0  | 0  | 2    |
| Шпанија         | 2   | 0 | 1 | 1 | 1  | 2  | −1 | 1    |

## Утакмица

### Резиме
После првог полувремена без голова током којег је Антонио Кабрини промашио пенал, Паоло Роси је први постигао гол, погодивши одскочни центаршут Клаудија Ђентилеа са десне стране из непосредне близине. Марко Тардели је затим погодио са ивице шеснаестерца ниским ударцем левом ногом пре него што је Алесандро Алтобели, на крају контранапада крилног играча Бруна Контија, постигао гол за 3–0 са још једним ниским ударцем левом ногом. Чинило се да је вођство Италије сигурно, охрабрујући италијанског председника Сандра Пертинија да махне средњим прстом са трибина ка камерама у разиграном маниру „неће нас сада ухватити”. Паул Брајтнер је постигао гол за Западну Немачку у 83. минуту, шутирајући ниско поред голмана са десне стране, али је Италија успела да освоји своју прву титулу Светског првенства у 44 године, а своју трећу укупно са победом од 3–1.

### Детаљи
| Италија                               | 3–1      | Западна Немачка |
| ------------------------------------- | -------- | --------------- |
| Роси 57’ · Тардели 69’ · Алтобели 81’ | Извештај | Брајтнер 83’    |

| Италија | Западна Немачка |

| Г           | 1  | Дино Зоф (к)        |     |    |     |
| О           | 7  | Гаетано Ширеа       |     |    |     |
| О           | 6  | Клаудио Ђентиле     |     |    |     |
| О           | 5  | Фулвио Коловати     |     |    |     |
| О           | 3  | Ђузепе Бергоми      |     |    |     |
| О           | 4  | Антонио Кабрини     |     |    |     |
| С           | 13 | Габријеле Оријали   | 73’ |    |     |
| С           | 14 | Марко Тардели       |     |    |     |
| Н           | 16 | Бруно Конти         | 31’ |    |     |
| Н           | 19 | Франческо Грацијани |     | 7’ |     |
| Н           | 20 | Паоло Роси          |     |    |     |
| Измене:     |    |                     |     |    |     |
| Г           | 12 | Ивано Бордон        |     |    |     |
| С           | 10 | Ђузепе Досена       |     |    |     |
| С           | 11 | Ђампјеро Марини     |     |    |     |
| С           | 15 | Франко Каузио       |     |    | 89’ |
| Н           | 18 | Алесандро Алтобели  |     | 7’ | 89’ |
| Селектор:   |    |                     |     |    |     |
| Енцо Берцот |    |                     |     |    |     |

| Г          | 1  | Харалд Шумахер          |     |     |
| О          | 15 | Ули Штилике             | 73’ |     |
| О          | 4  | Карлхајнц Ферстер       |     |     |
| О          | 5  | Бернд Ферстер           |     |     |
| О          | 20 | Манфред Калц            |     |     |
| О          | 2  | Ханс Петер Бригел       |     |     |
| С          | 6  | Волфганг Дремлер        | 61’ | 62’ |
| С          | 3  | Паул Брајтнер           |     |     |
| Н          | 11 | Карл Хајнц Румениге (к) |     | 70’ |
| Н          | 7  | Пјер Литбарски          | 88’ |     |
| Н          | 8  | Клаус Фишер             |     |     |
| Измене:    |    |                         |     |     |
| Г          | 21 | Бернд Франке            |     |     |
| О          | 12 | Вилфрид Ханес           |     |     |
| С          | 10 | Ханси Милер             |     | 70’ |
| С          | 14 | Феликс Магат            |     |     |
| Н          | 9  | Хорст Хрубеш            |     | 62’ |
| Селектор:  |    |                         |     |     |
| Јуп Дервал |    |                         |     |     |

| Помоћне судије: Абрахам Клајн (Израел) Војтех Христов (Чехословачка) | Правила - 90 минута - 30 минута продужетка ако је потребно - Доигравање ако је и даље нерешено - Наведено је пет измена, од којих се две могу користити |